# Serra de Montner
La Serra de Montner és una serra situada als municipis de Cardona a la comarca de Bages i de Clariana de Cardener a la del Solsonès, amb una elevació màxima de 638 metres.
La serra transcorre direcció sud-oest nord-est, com a finalització del pla de Montner. A la seva part nord-est hi trobem la rasa de Cal Soldat, que s'uneix al torrent de Sant Grau, que recorrent el perfil de la serra, acaba desembocant al riu Cardener, a l'alçada de El Camp dels Capellans. El Cardener voreja la serra des de la part oest i posteriorment cap a la part sud, fins a trobar el pont de Buida-sacs. I al nord de la serra, passat el pla, hi trobem la masia de Montner.